# Francesco Da Col
Francesco Da Col (Pieve di Cadore, 29 febbraio 1940) è un bobbista italiano, atleta attivo negli anni sessanta.
Ha partecipato ai campionati europei di bob nel 1969 classificandosi al secondo posto.